# 吉林孙氏三兄弟案
吉林孙氏三兄弟案，又称孙氏三兄弟涉黑案，即孙宝民、孙宝国、孙宝东三兄弟涉嫌组织黑社会团伙案件，曾被吉林省打黑办、吉林省公安厅作为打黑典型案件宣传，经中华人民共和国最高人民法院再审，16名被告中9人被改判无罪。

## 概述
1996年3月，孙宝国、孙宝东等人在辽宁省鞍山市火车站被十余名出租车司机持械围殴，孙氏兄弟掏刀还击，致一人死亡、二人重伤、二人轻伤。1997年，辽宁鞍山铁东区法院认定二人构成故意伤害罪（防卫过当），判处有期徒刑并适用缓刑。2008年后，该判决经协调被撤销，前述案件被并入“涉黑案”重审。 2011年，吉林市中级人民法院一审认定，孙宝国犯故意杀人罪和组织、领导黑社会性质组织罪等13项罪名，判处死刑、立即执行，判处孙宝东无期徒刑。2013年，吉林省高级人民法院（简称“吉林高法”）二审，改判孙宝国死缓，改判孙宝东有期徒刑十五年，判处孙宝民有期徒刑10.5年。此后，案件长期被吉林省打黑办、吉林省公安厅作为打黑典型案件宣传。
2015年12月，中华人民共和国最高人民法院（简称“最高法”）决定再审。2017年1月22日，最高法再审宣判，孙宝民等9名被告改判无罪，6名被告被改判。 16名被告中，12名此前已刑满释放，4名被告当庭释放。 孙宝民已由吉林高法支付国家赔偿100.3万元。
2017年11月21日，吉林高法向孙宝东支付国家赔偿90万余元。2018年1月，孙宝东不服吉林高法决定，向最高法申请国家赔偿，最高法赔偿委员会决定立案审理。

## 评论
- 最高法第二巡回法庭负责人答记者问：“原判存在的最大问题是证据不足。”“我国刑法规定的黑社会性质组织犯罪有明确的标准和规格，依法应当具备四个主要特征”，“具体到本案中，从证据来看，这四个特征均不具备”。[8][9]
- 北京大学法学院教授、刑事法理论研究所所长陈兴良表示，这是他见过的最离谱的黑社会案件。[5]